# Campeonato Russo de Futebol de 1999
O Campeonato Russo de Futebol de 1999 foi o sétimo torneio desta competição. Participaram dezesseis equipes. O campeão e o vice se classificam para a Liga dos Campeões da UEFA de 2000-01. O terceiro, quarto, quinto e sexto colocados se classificam para a Copa da UEFA de 2000-01. Dois clubes caem e dois são ascendidos. Os clubes FC Tiumen e FC Baltika Kaliningrado foram rebaixados na temporada passada.

## Participantes
| Equipe                       | Cidade           | Região                   | No ano anterior                                                       | Estádio                        | Capacidade | Títulos                               | Participações |
| ---------------------------- | ---------------- | ------------------------ | --------------------------------------------------------------------- | ------------------------------ | ---------- | ------------------------------------- | ------------- |
| PFC CSKA Moscovo             | Khamovniki       | Moscovo                  | Vice Campeão                                                          | Estádio Lujniki                | 81.000     | 0 (não possui)                        | 8             |
| Spartak Moscovo              | Presnensky       | Moscovo                  | Campeão                                                               | Estádio Lujniki                | 81.000     | 6 (1992, 1993, 1994, 1996,1997, 1998) | 8             |
| Torpedo Lujniki Moscovo      | Danilovsky       | Moscovo                  | Décimo Primeiro Lugar                                                 | Estádio Lujniki                | 81.000     | 0 (não possui)                        | 8             |
| Dínamo Moscovo               | Aeroport         | Moscovo                  | Nono Lugar                                                            | Estádio Dínamo de Moscou       | 36.540     | 0 (não possui)                        | 8             |
| FC Alania Vladikavkaz        | Vladikavkaz      | Ossétia do Norte-Alânia  | Oitavo Lugar                                                          | Estádio Republicano do Spartak | 32.464     | 1 (1995)                              | 8             |
| Lokomotiv Moscovo            | Preobrazhenskoye | Moscovo                  | Terceiro Lugar                                                        | Estádio Lokomotiv de Moscou    | 30.000     | 0 (não possui)                        | 8             |
| FC Rotor Volgogrado          | Volgogrado       | Oblast de Volgogrado     | Quarto Lugar                                                          | Estádio Central                | 32.120     | 0 (não possui)                        | 8             |
| FC Krilia Sovetov Samara     | Samara           | Oblast de Samara         | Décimo Segundo Lugar                                                  | Estádio Metallurg              | 33.320     | 0 (não possui)                        | 8             |
| FC Jemtchujina               | Sóchi            | Krai de Krasnodar        | Décimo Terceiro Lugar                                                 | Estádio Central de Sóchi       | 12.500     | 0 (não possui)                        | 7             |
| FC Rostselmash Rostov do Don | Rostov do Don    | Oblast de Rostov         | Sexto Lugar                                                           | Estádio Rostselmash            | 15.840     | 0 (não possui)                        | 7             |
| FC Chernomorets Novorossisk  | Novorossisk      | Krai de Krasnodar        | Sexto Lugar                                                           | Estádio Trud                   | 12.500     | 0 (não possui)                        | 5             |
| FC Zenit São Petersburgo     | Petrogrado       | São Petersburgo          | Quinto Lugar                                                          | Estádio Petrovsky              | 21.570     | 0 (não possui)                        | 5             |
| FC Shinnik Iaroslavl         | Iaroslavl        | Oblast de Iaroslavl      | Décimo Quarto Lugar                                                   | Estádio Shinnik                | 22.000     | 0 (não possui)                        | 4             |
| FC Uralan Elista             | Elista           | Calmúquia                | Sétimo Lugar                                                          | Estádio Uralan                 | 15.200     | 0 (não possui)                        | 2             |
| FC Saturn                    | Ramensky         | Oblast de Moscovo        | Campeão do Campeonato Russo de Futebol de 1998 - Segunda Divisão      | Estádio Saturn                 | 16.8000    | 0 (não possui)                        | 1             |
| FC Lokomotiv Níjni Novgorod  | Níjni Novgorod   | Oblast de Níjni Novgorod | Vice Campeão do Campeonato Russo de Futebol de 1998 - Segunda Divisão | Estádio Lokomotiv              | 17.856     | 0 (não possui)                        | 7             |

## Regulamento
O campeonato foi disputado no sistema de pontos corridos em turno e returno em grupo único.  Ao final, dois são promovidos e dois são rebaixados.

## Primeira Fase
Spartak de Moscovo foi o campeão. Junto com o vice, Lokomotiv de Moscovo, foi classificado para a Liga dos Campeões da UEFA de 2000-01.
CSKA, Dínamo, Torpedo (todos da capital russa) e Alânia foram classificados para a Copa da UEFA de 2000-01 .
Jemtchujina e Shinnik foram rebaixados para o Campeonato Russo de Futebol de 2000 - Segunda Divisão.

## Campeão
| Campeão Russo de 1999        |
| ---------------------------- |
| FC Spartak Moscovo 7° Título |